# Trapos íntimos
Trapos íntimos es una telenovela venezolana producida y transmitida por la cadena RCTV entre los años 2002 y 2003. Escrita bajo la historia original de Valentina Párraga. 
Protagonizada por Marlene De Andrade, Carlos Montilla, Gabriela Vergara, Flavia Gleske y Alfonso Medina, y con las participaciones antagónicas de Dad Dáger, Leonardo Marrero, Nacarid Escalona, Émerson Rondón y Lady Dayana Núñez. Con las actuaciones estelares de las primeras actrices Amanda Gutiérrez, Alicia Plaza y Francis Rueda
Al igual que otras telenovelas como Mi gorda bella (y demás producciones del canal) fue interrumpida su transmisión durante el paro cívico de 2002-2003, retomándose el día 3 de febrero de 2003.

## Sinopsis
Fernando Lobo es un joven viudo, poco sociable y de carácter fuerte, que piensa que nadie podrá sustituir a su difunta esposa, Soledad Andueza. Padre de tres hijas, Fernando decide mudarse a Caracas. Por su parte, Isabel Cordero es una bellísima y voluntariosa diseñadora de interiores, quien trabaja como profesora de Arte. Tiene un novio, pero en vísperas de acostarse con él por primera vez, el miedo la atenaza y la experiencia se convierte en un desastre que la dejará marcada de por vida.
Después de cerrar su ciclo como gerente petrolero, Fernando comienza una nueva vida como Gerente General de la conocida marca "Caricia", una fábrica de ropa íntima propiedad de su suegra, la autocrática Federica de Andueza. Detesta haber cambiado su mundo petrolero y casi militar por este molesto rubro que lo envuelve en el mundo femenino. En su primera visita a la empresa, una lluvia de ropa interior femenina le cae encima. El destino lo ha sentenciado a entender a las mujeres, por las buenas o por las malas.

## Elenco
- Marlene De Andrade - Isabel Cecilia Cordero
- Carlos Montilla - Fernando Lobo Santacruz
- Gabriela Vergara - Lucía Lobo Santacruz
- Alfonso Medina - William Guillermo Pinzón "Willy"
- Flavia Gleske - Zoe Guerrero
- Dad Dáger - Manuela Federica Andueza / Soledad Andueza de Lobo Santacruz
- Amanda Gutiérrez - Federica Ruíz Vda. de Andueza
- Alicia Plaza - Beba Solís'
- Iván Tamayo - Felipe Ferrer
- Saúl Marín - Cecilio Monsalve
- Juan Carlos Gardié - Elmer Rosas
- Nacarid Escalona - Doris Day Montiel
- Rosario Prieto - Eulalia Pinzón
- Francis Rueda - Carmen Teresa Cordero
- Marisa Román - María Soledad "Marisol" Lobo Santacruz Andueza
- Eduardo Orozco - Juan "Juancho" Febres'
- Carlos Guillermo Haydon - Mauricio Rossi
- Ivette Domínguez - Guillermina Azuaje
- Alejandro Mata - Gumersindo Cordero
- Araceli Prieto - Sor Ernestina González
- Leonardo Marrero - Jorge Luis Solís'
- Yelena Maciel - María de Lourdes "Mariló" Lobo Santacruz Andueza
- María Gabriela de Faría - María Fernanda "Marife" Lobo Santacruz Andueza
- Gabriel López - Gabriel Pérez "Tuqueque"
- Émerson Rondón - Ramón "Moncho" Pérez
- Gerardo Soto - Nicolás "Nico" Santacruz
- Jesús Cervó - Pancho Ruíz
- Lady Dayana Núñez - Bárbara Eulalia "Barbarita" Pinzón
- Noel Carmona - Álvaro Mejías Parissi
- Crisol Carabal - Ángela Chacón
- Yugüi López - El Goajiro
- Nacho Huett - Ricardo "Ricky" Pinzón
- Juliet Lima - Mayerling
- Andreina Yépez - Yubirix
- José Luis Zuleta - Inspector Idrogo
- Aura Rivas - Elia Morón Figuera
- Pedro José Virgüez
- Carlos Cruz - Valmore (participación especial)
- Ámbar Díaz - Sabrina (participación especial)
- Igor Testamarck - Chicho
- Andreína Yépez - Yuribix (participación especial)
- Miguel Augusto Rodríguez - Chato
- Aleska Díaz-Granados - Acrópolis Barroso
- Líber Chiribao - Nacho
- Susana Aquino - Sofía
- Ana Gabriela Barboza - Norys
- Katyuska Rivas - Margarita
- Ogladih Mayorga

## Libretos de escritores
- Original de: Valentina Párraga
- Libretos de: Valentina Párraga, Manuel Mendoza, Neida Padilla, José Vicente Quintana, Ana Carolina López, César Rojas

## Temas musicales
- Cha cha muchacha de: Rubén Rada - (Tema principal de Isabel y Fernando)
- Latin Lover y Si tú no estás de: Malanga - (Tema de Lucía y Willy)
- Cuéntale de: Nino Loconte - (Tema de Zoe y Cecilio)
- Kilómetros de: Sin Bandera - (Tema de Marisol y Juancho)

## Versiones
- Amorcito Corazón, telenovela realizada en México por Televisa en 2011, producida por Lucero Suárez, y protagonizada por Elizabeth Álvarez, Diego Olivera, África Zavala, Daniel Arenas, Grettell Valdez y Alejandro Ibarra.